# 境共同トレーニングセンター
境共同トレーニングセンター（さかいきょうどうトレーニングセンター）は、群馬県伊勢崎市境上渕名にある競走馬のトレーニングセンターである。主に競走馬の飼育、訓練を行っている。運営者は境共同トレーニングセンター株式会社。
旧・高崎競馬場の境町トレーニングセンターとして使用されていたもので、現在では南関東公営競馬の外厩（認定厩舎）として活用されている。

## 主な施設・設備
- 厩舎
- 隔離厩舎（3馬房）
- 馬場（実践的ゲート発走練習可能、1周1200m）
- 内馬場（1周1100m）
- 調整馬場（2ヶ所、1周400m/200m）
- 馬専用地下道（78m、2連）
- 発馬機（3台）
- 馬診療所（1棟）
- 放牧場
- パドック
- ウォーキングマシーン

## 主な認定厩舎（外厩）
- 嶋田幸晴厩舎（3馬房、2009年8月15日 - ）